# Noble Sissle
Noble Lee Sissle, född den 10 juli 1899 i Indianapolis, död den 17 december 1975 i Tampa, var en amerikansk jazzsångare, orkesterledare och sångtextförfattare. Han är mest känd för sin (i samarbete med Eubie Blake) broadwaymusikal "Shuffle Along" (1921 - i vilken den då 15-åriga Joséphine Baker gjorde debut) och hitlåten från denna "I'm Just Wild About Harry" (vilken spelades in av flera artister - som Al Jolson och Jimmy Dorsey - och var Harry S. Trumans kampanjsång vid presidentvalet 1948).